# Вандово (Квідзинський повіт)
Вандово (пол. Wandowo, нім. Wandau) — село в Польщі, у гміні Ґардея Квідзинського повіту Поморського воєводства.
Населення — 308 осіб (2011).
У 1975-1998 роках село належало до Ельблонзького воєводства.

## Демографія
Демографічна структура станом на 31 березня 2011 року:
|          | Загалом | Допрацездатний вік | Працездатний вік | Постпрацездатний вік |
| -------- | ------- | ------------------ | ---------------- | -------------------- |
| Чоловіки | 150     | 39                 | 97               | 14                   |
| Жінки    | 158     | 40                 | 93               | 25                   |
| Разом    | 308     | 79                 | 190              | 39                   |